# Nene Dorgeles
Pour les articles homonymes, voir Nene et Dorgeles.
Nene Dorgeles, né le 23 décembre 2002 à Yopougon en Côte d'Ivoire est un footballeur international malien qui joue au poste d'attaquant au Fenerbahçe SK.

## Biographie

### En club
Nene Bi Tra Dorgeles est formé par l'Académie Jean-Marc Guillou, puis au Guidars FC, avant de rejoindre le Red Bull Salzbourg en janvier 2021.
Il est dans un premier temps intégré à l'équipe partenaire de Salzbourg, le FC Liefering, où il joue son premier match en professionnel, le 12 février 2021 contre le SC Austria Lustenau, en championnat. Il est titularisé et son équipe l'emporte par trois buts à un. Il inscrit son premier but le 7 mars suivant, contre le SV Horn. Son équipe s'impose largement par six buts à deux ce jour-là. Le 19 novembre 2021, il se met en évidence en étant l'auteur d'un doublé sur la pelouse du SV Horn (victoire 2-3 à l'extérieur).
En 27 janvier 2022, Nene Dorgeles est prêté au SV Ried. Le 19 février 2022, il inscrit ses deux premiers buts en Bundesliga, lors de la réception du WSG Tirol, permettant à son équipe de l'emporter 3-2.
À l'aube de la saison 2022-2023, le 30 juin 2022, il est prêté cette fois au KVC Westerlo pour une année sans option d'achat.

### En équipe nationale
En mars 2022, Nene Bi Tra Dorgeles est convoqué pour la première fois avec l'équipe nationale du Mali. Il honore sa première sélection contre la Tunisie le 25 mars, en étant directement titularisé. Son équipe s'incline toutefois par un but à zéro ce jour-là.
Dorgeles inscrit son premier but en sélection le 18 juin 2023, à l'occasion d'un match qualificatif pour la coupe d'Afrique des nations 2023, contre le Congo. Il entre en jeu et participe à la victoire de son équipe par deux buts à zéro. Le 2 janvier 2024, il est retenu dans la liste des vingt-sept joueurs maliens sélectionnés par Éric Chelle pour disputer la Coupe d'Afrique des nations 2023.

## Statistiques
| Saison                | Club                  | Championnat           | Championnat | Championnat | Championnat | Coupe(s) nationale(s) | Coupe(s) nationale(s) | Coupe(s) nationale(s) | Compétition(s) continentale(s) | Compétition(s) continentale(s) | Compétition(s) continentale(s) | Compétition(s) continentale(s) | Barrages | Barrages | Barrages | Mali | Mali | Mali | Total | Total | Total |
| Saison                | Club                  | Division              | M.          | B.          | P.d.        | M.                    | B.                    | P.d.                  | Comp.                          | M.                             | B.                             | P.d.                           | M.       | B.       | P.d.     | M.   | B.   | P.d. | M.    | B.    | P.d.  |
| 2020-2021             | FC Liefering (prêt)   | 2. Liga (en)          | 15          | 2           | 4           | -                     | -                     | -                     | -                              | -                              | -                              | -                              | -        | -        | -        | -    | -    | -    | 15    | 2     | 4     |
| 2021-2022             | FC Liefering (prêt)   | 2. Liga (en)          | 16          | 8           | 3           | -                     | -                     | -                     | -                              | -                              | -                              | -                              | -        | -        | -        | -    | -    | -    | 16    | 8     | 3     |
| Sous-total            | Sous-total            | Sous-total            | 31          | 10          | 7           | -                     | -                     | -                     | -                              | -                              | -                              | -                              | -        | -        | -        | -    | -    | -    | 31    | 10    | 7     |
| 2021-2022             | SV Ried (prêt)        | Bundesliga            | 14          | 2           | 2           | 3                     | 0                     | 0                     | -                              | -                              | -                              | -                              | -        | -        | -        | 3    | 0    | 1    | 20    | 2     | 3     |
| 2022-2023             | KVC Westerlo (prêt)   | Pro League            | 29          | 8           | 3           | 1                     | 0                     | 0                     | -                              | -                              | -                              | -                              | 6        | 5        | 0        | 3    | 1    | 0    | 39    | 14    | 3     |
| 2023-2024             | Red Bull Salzbourg    | Bundesliga            | 24          | 5           | 2           | 3                     | 0                     | 1                     | C1                             | 4                              | 0                              | 0                              | -        | -        | -        | 13   | 2    | 1    | 44    | 7     | 4     |
| 2024-2025             | Red Bull Salzbourg    | Bundesliga            | 30          | 13          | 8           | 4                     | 0                     | 1                     | C1+CM                          | 12+3                           | 2+0                            | 0                              | -        | -        | -        | 4    | 4    | 0    | 53    | 19    | 9     |
| 2025-2026             | Red Bull Salzbourg    | Bundesliga            | 1           | 0           | 0           | 1                     | 1                     | 0                     | C1                             | 3                              | 1                              | 0                              | -        | -        | -        | -    | -    | -    | 5     | 2     | 0     |
| Sous-total            | Sous-total            | Sous-total            | 55          | 18          | 10          | 8                     | 1                     | 2                     | -                              | 22                             | 3                              | 0                              | -        | -        | -        | 17   | 6    | 1    | 102   | 28    | 13    |
| Total sur la carrière | Total sur la carrière | Total sur la carrière | 129         | 38          | 22          | 12                    | 1                     | 2                     | -                              | 22                             | 3                              | 0                              | 6        | 5        | 0        | 23   | 7    | 2    | 192   | 54    | 26    |